# راسل متی
راسل متی (به انگلیسی: Russell Metty) فیلمبردار اهل آمریکا بود.

## بخشی از فیلمشناسی
- پرورش نوزاد (۱۹۳۷)
- بدبوم (فیلم ۱۹۳۹) (۱۹۳۹)
- سانی (۱۹۴۱)
- یک دختر، یک مرد و یک ملوان (۱۹۴۱)
- شریک دلسوز (۱۹۴۱)
- سرگذشت سرباز جو (۱۹۴۵)
- غریبه (۱۹۴۶)
- هدرا (۱۹۴۷)
- طاق نصرت (۱۹۴۸)

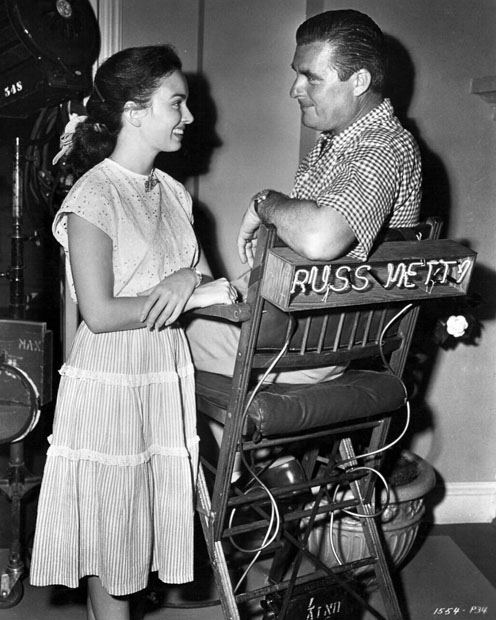

- دست‌های جنایتکارم را با بوسه پاک‌کن (۱۹۴۸)
- اردوی زرین (۱۹۵۱)
- مردی از آلامو (۱۹۵۳)
- بهانهٔ بی‌شرمانه (۱۹۵۴)
- وسواس بزرگ (فیلم ۱۹۵۴) (۱۹۵۴)
- بر باد نوشته (۱۹۵۶)
- هر چه خدا می‌خواهد (۱۹۵۶)
- نشانی از شر (۱۹۵۸)
- زمانی برای عشق ورزیدن و زمانی برای مردن (۱۹۵۸)
- تقلید زندگی (فیلم ۱۹۵۹) (۱۹۵۹)
- اسپارتاکوس (۱۹۶۰) (جایزه اسکار بهترین فیلم‌برداری - رنگی)
- ناجورها (۱۹۶۱)
- لمس سمور (۱۹۶۲)
- کارآموزان (۱۹۶۲)
- سردار جنگ (۱۹۶۵)
- کنترپوان (۱۹۶۸)
- قبیله (۱۹۷۰)